# Игнатовская (Тарногский район)
Игнатовская — деревня в Тарногском районе Вологодской области.
Входит в состав Верховского сельского поселения, с точки зрения административно-территориального деления — в Верховский сельсовет.
Расстояние по автодороге до районного центра Тарногского Городка — 45 км, до центра муниципального образования Верховского Погоста — 3,5 км. Ближайшие населённые пункты — Доронинская, Цибунинская, Наумовская, Патракеевская, Кузьминская, Баранская, Великая, Павловская.
По переписи 2002 года население — 46 человек (20 мужчин, 26 женщин). Всё население — русские.